# Ocinara albivertex
Ocinara albivertex är en fjärilsart som beskrevs av Embrik Strand. Ocinara albivertex ingår i släktet Ocinara och familjen silkesspinnare. Inga underarter finns listade i Catalogue of Life.